# ジャックと豆の木 (パチスロ)
『ジャックと豆の木』は2006年にヤーマが開発、販売した5号機のパチスロ機。保通協における型式名は「JACK5」。

## 概要
本機はボーナス後に突入するリプレイタイム（RT）とRT中平均1.5枚のコイン増加を最大の特徴とする。ボーナスは純増約350枚のビッグボーナスのみであり、ボーナス終了後に突入するRTと絡んで、一撃の出玉が大きな特徴となっている。
また、突入するRTの種類によりボーナスは3種類あり、最長2,000ゲームのRTを完走できれば、一撃約3,000枚も可能となっている。

## システム
- 設定は1～4の4段階。
- リプレイを含む全小役にボーナスと重複当選の可能性がある。

### ボーナス
- ボーナスは465枚を超える払い出し（純増約350枚）で終了するビッグボーナスが3種類。
  - BAR・BAR・BAR揃い :ボーナス後2,000ゲームのARTに突入。
  - 7・7・7揃い :ボーナス後300ゲームのARTに突入。
  - BAR・7・7揃い :1ゲームのRTに突入。

### アシストリプレイタイム
ボーナス終了後に突入し、規定ゲーム数の消化、ボーナス当選、RTパンク役の入賞により終了する。
性能は非常に優秀で、通常ゲーム中は取りこぼしの発生する2種類の15枚役のベルのうち、BAR・ベル・ベルを完全ナビし、通常ベルとパンク役の1枚役のどちらかが成立しているナビの場合液晶に?・?・?で打ち手に知らせ、1ゲーム当たり平均1.5枚のコイン増加となっている。このため、完走できれば、7・7・7揃いのART300Gでボーナスと合わせ約800枚、BAR・BAR・BAR揃いのART2,000Gならばボーナスと合わせ約3,350枚のコインを一撃で獲得することも可能となっている。

## 演出

### 通常ゲーム
本機は他のヤーマ製品同様、通常時に好みの演出モードを選択することができる。
演出モードは、まず1BETボタンを1回押すことで演出モード切り替え画面に切り替え、次に希望の演出モードが選択されたときにBETボタンを押すかコインを投入することで切り替えることができる。
演出モードは5種類。
- ウキウキストーリーモード:童話「ジャックと豆の木」のストーリーが展開される。
- ワクワクエッグモード:完全後告知。鶏が産む卵で成立約を告知。鶏が金の卵を産めばボーナス確定。
- ワクワクキャラクターモード:パチンコ演出。液晶上で図柄が揃えばボーナス確定。
- ドキドキ豆の木モード:沖スロモード。完全先告知。豆が木に成長すればボーナス確定。
- ゾクゾクスロットモード:液晶上でボーナス図柄が揃うか、リールとの成立役矛盾が発生すればボーナス確定。

### ボーナスゲーム
通常ゲーム中のストーリーモード演出が撮影という設定になっており、そのNG集といった演出が展開される。

### アシストリプレイタイム
通常ゲーム中のエッグモードと同様の演出が展開される。
液晶上で「BAR・ベル・ベル」と「?・?・?」の2種類のナビが発生し、成立役の奪取とパンク役の1枚役回避をサポートする。

## 出玉率
| 設定 | 出玉率   |
| ---- | -------- |
| 1    | 95-97%   |
| 2    | 97-100%  |
| 3    | 100-104% |
| 4    | 104-110% |

※数値はメーカー発表値。